# Hallvarðr háreksblesi
Œuvres principales
- Knútsdrápa

Hallvarðr háreksblesi est un scalde actif au début du XIe siècle.

## Biographie
Il ne subsiste aucune information d'ordre biographique au sujet de Hallvarðr, hormis son emploi de scalde au service de Knut le Grand, roi d'Angleterre de 1016 à 1035, de Danemark de 1018 à 1035 et de Norvège de 1028 à 1035. Son surnom, háreksblesi, signifie littéralement « l'étoile de Hárekr », « étoile » étant à prendre au sens de marque sur le front d'un cheval, mais l'identité de cet Hárekr et son lien avec Hallvarðr sont inconnus.

## Œuvres
La seule œuvre connue de Hallvarðr háreksblesi est sa Knútsdrápa, un poème de louanges à Knut probablement composé vers 1029, peu après sa conquête du royaume de Norvège. Il en subsiste huit strophes, dont la majorité sont préservées dans le Skáldskaparmál de Snorri Sturluson. Sur la forme, il se distingue des autres poèmes à la gloire de Knut par son mètre inhabituel, le skjálfhent. Hallvarðr y utilise en outre des kennings évoquant la mythologie nordique (le dieu Freyr et la géante Leikn sont ainsi mentionnés dans la strophe 6), sans pour autant oublier qu'il s'adresse à un roi chrétien, comme le souligne le couplet 8, probablement un refrain :
« Knútr verr jǫrð sem ítran
alls dróttinn sal fjalla. »
« Knut défend la terre comme le seigneur de tout [défend] la halle splendide des montagnes [le Paradis]. »